# Coastering

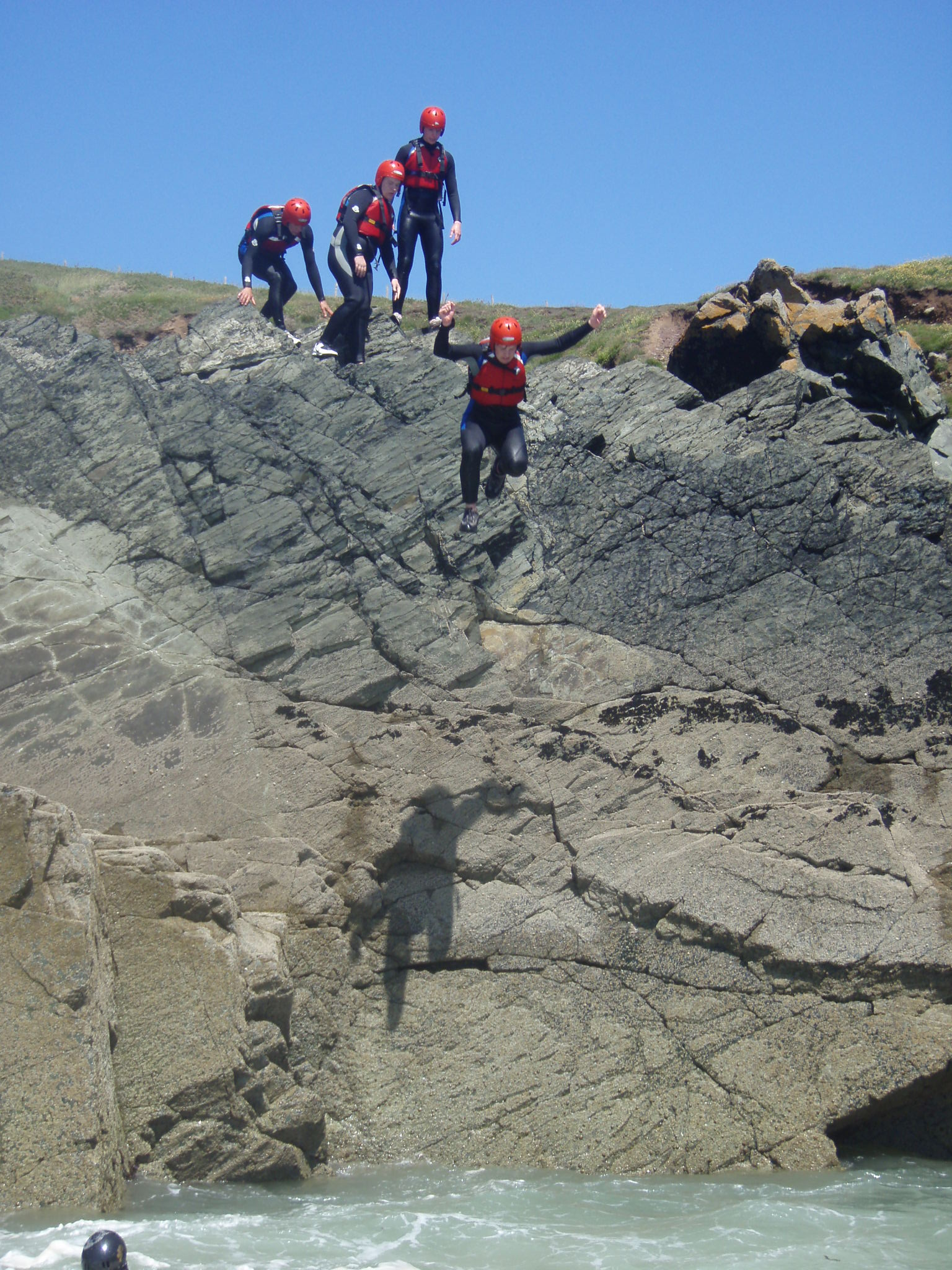
Coastering dans le Pembrokeshire.

Le coastering  ou coasteering,  encore appelé canyoning côtier, est une activité physique originaire d'Angleterre, qui englobe la traversée d'une côte rocheuse à pied, à la nage ou en grimpant aux rochers le long de la zone intertidale, sans l'aide de bateaux, de planches de surf ou d'autres embarcations.
Le coasteering est apparu en tant que loisir encadré dès les années 1990 au Pays de Galles. Puis, il s'est développé le long des côtes rocheuses de toute la Grande-Bretagne, ainsi qu'en Irlande. Depuis quelques années, elle se développe en France, d'abord sur la Côte d'Azur, puis en Bretagne et Normandie. Le coasteering est autorisé en France mais n'est pas encore reconnu en tant qu'activité sportive.
Le coasteering associe plusieurs activités : escalade, nage, marche, saut, rappel. Une section de coasteering comporte deux parties : une partie terrestre et une partie maritime.